# ادوارد بارنت تایلور
سر ادوارد بارنت تایلور (انگلیسی: Edward Burnett Tylor؛ ۲ اکتبر ۱۸۳۲ – ۲ ژانویهٔ ۱۹۱۷) یک انسان‌شناس اهل بریتانیا است که به‌عنوان بنیان‌گذار انسان‌شناسی فرهنگی شناخته می‌شود.
تایلور نماینده تکامل فرهنگی یا تطورگرایی است. او در آثارش «فرهنگ بدوی» (Primitive Culture) و «انسان‌شناسی» (Anthropology) زمینه مطالعات علمی انسان‌شناسی را بر اساس نظریه تکاملی چارلز لایل تعریف کرد. تایلور بر این باور بود که یک پایه و اساس عملکردی برای توسعه جامعه و دین وجود دارد که او آن را به صورت جهانی تبیین کرد. تایلور مدعی بود که همه جوامع سه مرحله اساسی توسعه را از وحشیگری و بربریت تا تمدن از سرمی‌گذرانند.
توسط بسیاری، تایلور به‌عنوان یکی از شخصیت‌های بنیان‌گذار علم انسان‌شناسی اجتماعی در نظر گرفته می‌شود که آثارش به شکل گرفتن رشته انسان‌شناسی در قرن نوزدهم کمک کرده‌است. او معتقد بود که «تحقیقات درمورد تاریخ و ماقبل تاریخ انسان می‌تواند به‌عنوان پایه‌ای برای اصلاح جامعه بریتانیا مورد استفاده قرار گیرد.»
تایلور استفاده از اصطلاح روح‌باوری (ایمان به روح مجرد یا آنیما برای همه چیز و ابراز ذات) را دوباره رایج کرد. او مطرح کرد که مرحلهٔ اول بسط ادیان، اعتقاد به این باور است که روح اساس زندگی است.
سهم و تأثیر تایلور در تاریخ انسان‌شناسی بی همتاست. او بی شک پدر انسان‌شناسی و مهم‌ترین متفکر مکتب تطوری است. تایلور همچنین پایه‌های نظریه اشاعه را نیز صورت‌گذاری کرد. اهمیت تایلور در تاریخ انسان‌شناسی دین و جامعه‌شناسی دین از دو جهت است. نخست نظریه آنیمیسم او که صرف‌نظر از درستی یا غلط بودنش، مبنای نظری بسیاری از تئوری‌های انسان‌شناسی و جامعه‌شناسی مانند نظریه افسون‌زدایی وبر شد. از جهت دیگر تایلور با ترسیم سیستم تطوری دین، عملاً کلید نگاه تطوری و اروپا محور به ادیان را زد و پس از او بسیاری از انسان‌شناسان برجسته، با پیش‌رو قرار دادن چنین نمودارهایی پا به میدان تحقیق دینی می‌گذاشتند.
ادوارد بارنت تایلور دربارهٔ اساطیر و ادیان جوامع ابتدایی به تحقیقات علمی پرداخت. وی اولین کسی است که در زمینه قربانی به‌طور جدی به بحث و تفحص پرداخته است. اساس کار او، چنان‌که از آثارش برمی‌آید، انسان‌شناسی اجتماعی به شیوه علمی، آماری و تطبیقی است. آنچه او و محققان را در تحقیقات علمی‌شان در خصوص قربانی یاری رساند، توجه به این خواسته طبیعی بود که بشر همواره در پی ایجاد پیوند میان خود و آن چیزی است که مقدس می‌پندارد و به تقدیم قربانی و هدایا می‌پردازد. از نظر او، قربانی هدیه‌ای است به موجودات ماورای طبیعی تا علاقه آن‌ها نسبت به قربانی‌کنندگان جلب شود، یا دشمنی آن‌ها کاهش یابد. نظریه تایلور با گذشت زمان، مورد تحلیل و نقد صاحب‌نظران واقع گردید.

## زندگی
ادوارد بارنت تایلور در خانواده‌ای مذهبی و ثروتمند در شهر لندن متولد شد. خانواده او به فرقه کوایکر متعلق بود. همین امر منجر به تحصیل او در مدارس دینی خاص این فرقه شد. آثار او سراسر نشان‌دهنده نفرت شدید او نسبت به همه اشکال عقیده و عمل مسیحی سنتی است.

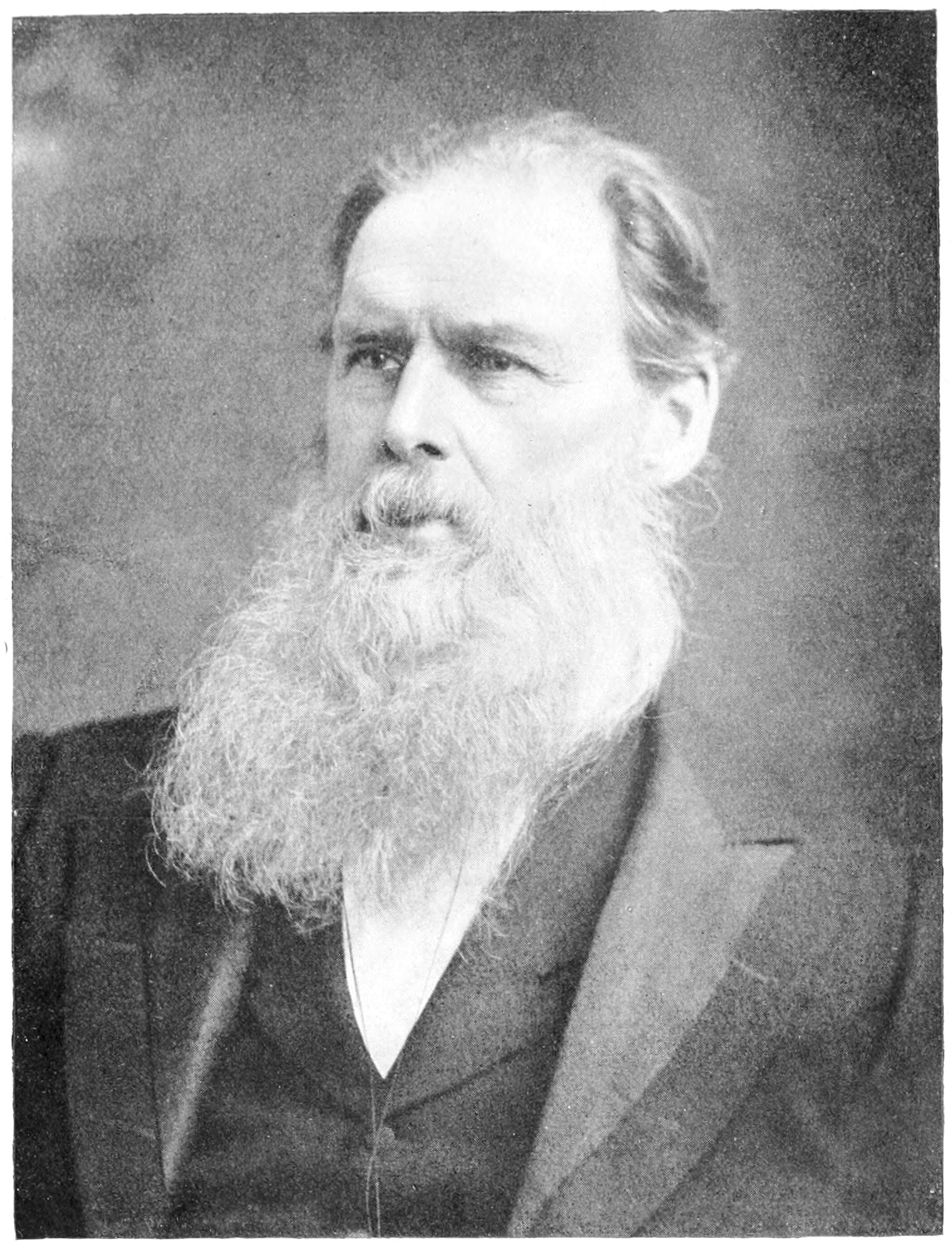
پرتره‌ای از تایلور سالخورده کمی قبل از مرگ؛ اثر فولک لور ۱۹۱۷.

تایلور در ۲۳ سالگی در طی سفر درمانی که به مناطق گرمسیری آمریکا در آمریکای مرکزی داشت تحت تأثیر زندگی بومیان این کشور قرار گرفت و به انسان‌شناسی علاقه‌مند شد. او به داده‌هایی که کشیشان و مستشاران نظامی انگلیس دربارهٔ بومیان مستعمرات بریتانیا جمع‌آوری کرده بودند اکتفا کرد. و آداب و رسوم و عقاید مردمی را که می‌دید به دقت یادداشت کرد. در سفرهایش با باستان‌شناسی به نام هنری کریستی آشنا شد که علایق مطالعات ما قبل تاریخ را در او برانگیخت.
پس از ۶ سال به انگلیس بازگشت و دیگر سفر نکرد و مطالعات دربارهٔ مردمان ابتدایی را آغاز کرد. در سال ۱۸۷۱ کتاب «فرهنگ ابتدایی» را نوشت که برای طرفداران انسان‌شناسی تیلور حکم کتاب مقدس را پیدا کرد. کتاب «فرهنگ ابتدایی» زمانی چاپ شد که مردم دربارهٔ عقیده‌شان چالش‌های متعددی داشتند و علم جدید با برخی آموزه‌های مسیحی در تضاد بود. در همان زمان کتاب «اصل انواع» اثر داروین حاوی نظریه تکامل از طریق انتخاب طبیعی که برای برخی به شدت مخالف کتاب مقدس ولی در عین حال متقاعدکننده بود، منتشر شد. بعد از کتاب «تبار انسانِ» داروین، که نژاد انسان را حیوانی می‌دانست، سؤالات مشکل‌سازی راجع به صحت تاریخی کتاب مقدس، واقعیت معجزه‌ها و الوهیت مسیح مطرح شد. با انتشار کتاب تیلور این تردیدها بیشتر هم شد. تیلور در جایگاه فردی بی‌دین از اینکه مسئله‌ای را با توسل به کلیسا یا کتاب مقدس حل کند، امتناع می‌کرد و صرفاً تبیین‌های طبیعی را می‌پذیرفت.
ادوارد بارنت تایلور به پاس خدماتی که به بریتانیا ارائه داد لقب سر گرفت و عضو انجمن سلطنتی بریتانیا گردید. تایلور در سال ۱۸۸۴ مدرس دروس انسان‌شناسی در دانشگاه آکسفورد شد و این اولین منصب انسان‌شناسی در تاریخ این رشته بود.